# عاصفة جليدية

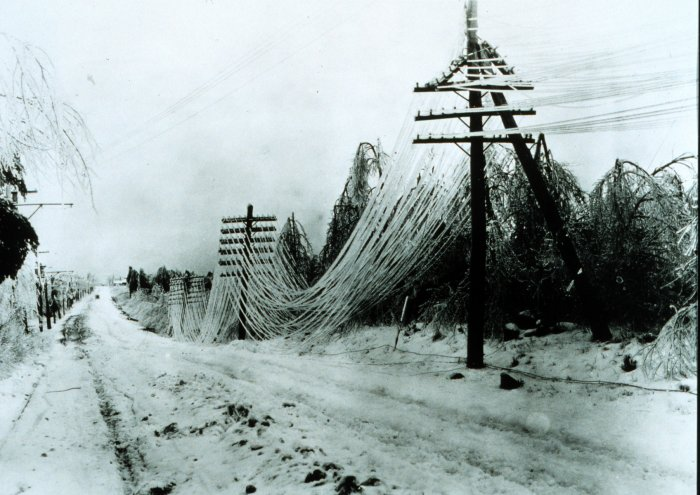
عاصفة جليدية

العاصفة الجليدية هي نوع من أنواع العواصف الثلجية التي تتميز بهطول مطر متجمد.
يمكن تعريفها بأنها العاصفة التي تؤدي إلى تراكم (حسب تعريفات الولايات المتحدة) ما لا يقل عن 6.4 ميليمتر من الجليد على المساحات المكشوفة.

## اقرأ أيضاً
- عاصفة ثلجية